# Математический объект
Математи́ческий объе́кт — абстрактный объект, определяемый и изучаемый в математике (или в философии математики).
Примеры: число, множество, функция, треугольник, группа, куб, отношение порядка.
В современной математике приняты следующие соглашения:
1. При определении объекта задаются его название и перечень свойств (обычно в виде списка аксиом).
2. Любой математический объект, свойства которого непротиворечивы, считается допустимым и существующим.

Происхождение математических объектов может быть различным.
- Идеализация реального объекта, например: математический шар есть идеализация предмета круглой формы; математическая точка [в геометрии] — модель, или идеализация, очень маленьких тел (объектов), т. е. таких, размерами которых можно пренебречь (в условиях данной задачи).
- Обобщение или дополнение другого математического объекта, например: метрическое пространство можно рассматривать как обобщение евклидова пространства, а комплексные числа — как расширение системы вещественных чисел.
- Выделение из другого математического объекта части (подмножества), определяемой заданными свойствами, например: алгебраические числа есть подмножество комплексных чисел.

В прикладной математике главной задачей является создание адекватной математической модели исследуемого природного объекта. Модель представляет собой совокупность математических объектов, свойства и взаимосвязи которых должны отражать реальное поведение природного объекта.